# Gongchang, Gansu
Gongchang är en köping i nordvästra Kina. Den ligger i Longxi härad i staden Dingxi i provinsen Gansu, omkring 140 kilometer sydost om provinshuvudstaden Lanzhou. Antalet invånare är 114 919. Befolkningen består av 56 293 kvinnor och 58 626 män. Barn under 15 år utgör 18,0 %, vuxna 15-64 år 74 %, och äldre över 65 år 7,0 %.